# Inmet Mining
La Corporation Minière Inmet (Inmet Mining Corporation en anglais) est une entreprise minière canadienne qui produisait du cuivre, du zinc et de l'or. Inmet Mining était active en production, développement et exploration. Elle était cotée en bourse de Toronto sous le code IMN. Elle est achetée par First Quantum Minerals Ltd. en mars 2013.

## Histoire
Opemiska Copper Mines (Québec) Limited, Lake Dufault Mines Limited et Falconbridge Mines Quebec Limited fusionnent en 1971 et deviennent la Falconbridge Copper Limited. En 1980, Falconbridge Copper Limited change de nom pour devenir la Corporation Falconbridge Copper. Le nom change pour Minnova Inc. en 1987. La compagnie est acquise par Metall Mining Corporation en 1993. La compagnie change de nom en 1995 pour devenir Inmet Mining Corporation.
Entre 1996 et 2010, Inmet Mining Corporation exploite la mine Troïlus en tant que mine d'or et de cuivre à ciel ouvert situé près de Chibougamau. Durant cette période, 2 millions d’onces d’or et près de 70 000 tonnes de cuivre sont extraits de la mine.
Inmet Mining Corporation est achetée en mars 2013 par First Quantum Minerals Ltd..